# Conny Samuelsson
Conny Samuelsson, född 15 augusti 1947 i Rumskulla, Småland, är en svensk speedwayförare.
Conny Samuelsson körde speedway på elitnivå 1964–1999, det vill säga 36 säsonger. Han var hela tiden moderklubben Njudungarna trogen.
Han körde totalt 383 matcher och på 1501 heat plockade 2449 poäng, alltså ett snitt på 1,63 poäng. Han vann två par-SM-guld. Det ena ihop med Gunnar Malmqvist, och det andra med Bo Wirebrand. Han tog även lag-SM-guld med Njudungarna/VMS 1976, 1986, 1987. Som bäst blev han sexa i en individuell SM-final.
Förutom Speedway körde han flera andra rundbanetävlingar på motorcykel, bland annat isracing med VM-brons 1976 i Assen, VM-silver 1977 i Inzell och Svensk mästare 1977 som bästa meriter. Han körde även gräsbana och sandbana "longtrack" (1000-meter) i Sverige, Tyskland, Danmark, Holland och flera andra länder i Europa.
Conny Samuelsson är den förare som har åkt speedway flest säsonger genom tiderna på elitnivå. Han slutade på grund av en axelskada våren 1999 vid 51 års ålder.
Åldersgränsen på SVEMO:s förarlicens är begränsad till 55 år men efter det kan man få dispens mot uppvisande av läkarintyg inför varje nytt år.
En gammal kompis till Conny Samuelsson, Per-Olof "Posa" Serenius, körde Isracing fram till 2017, då han var 68 år.